# Żangatas
Żangatas, kaz. Жаңатас – miasto w południowym Kazachstanie; w obwodzie żambylskim; 33 200 mieszkańców (2006). Przemysł spożywczy.